# Johannes Volkmann (Politiker)

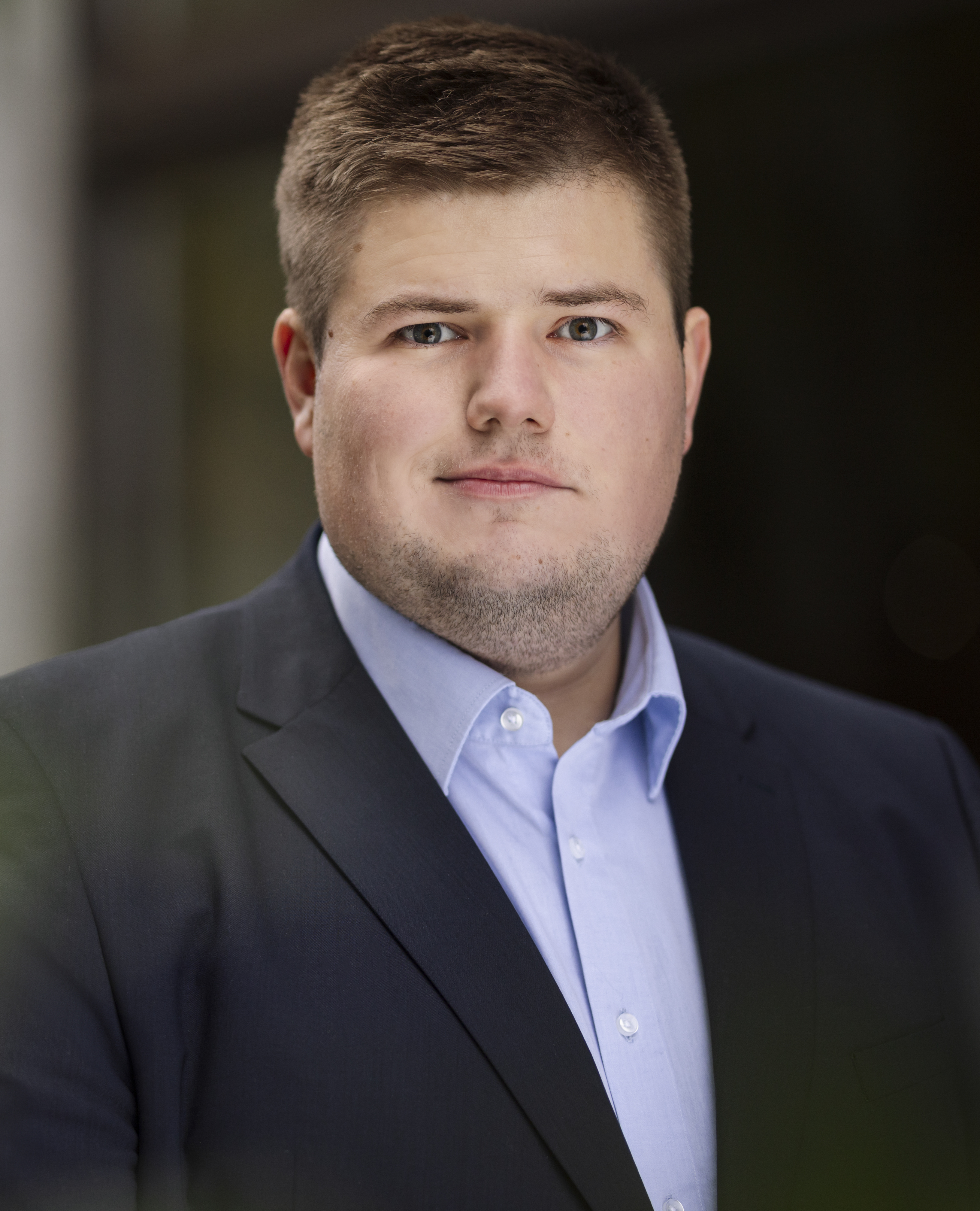
Johannes Volkmann

Johannes Volkmann (* 11. Dezember 1996 in Köln) ist ein deutscher Politiker (CDU) und seit 2025 Mitglied des Deutschen Bundestags.

## Beruflicher Werdegang
Johannes Volkmann wurde 1996 als Sohn des Unternehmers Walter Kohl und dessen erster Ehefrau Christine Volkmann geboren. Er ist der Enkel des ehemaligen Bundeskanzlers Helmut Kohl. Volkmann wuchs in Lahnau auf und legte 2014 sein Abitur am Landgraf-Ludwigs-Gymnasium in Gießen ab. Als Schüler erzielte er 2009 den dritten Preis auf Bundesebene Geschichtswettbewerb des Bundespräsidenten, 2013 den Landessonderpreis für Umwelttechnik bei Jugend forscht und wurde 2013 Landessieger bei Jugend debattiert.
Von 2014 bis 2018 studierte Volkmann im Bachelor Wirtschaftswissenschaften, Politik und Soziologie an der Zeppelin Universität Friedrichshafen, wo er auch in verschiedenen hochschulpolitischen Gremien aktiv war, unter anderem als Studentischer Senator. Nach Auslandsaufenthalten an der Tongji-Universität Schanghai und der Universität Peking sowie DAAD-Programmen an der Belarussischen Staatlichen Universität Minsk sowie der Nationalen Technischen Forschungsuniversität Irkutsk absolvierte er 2020 einen Master in Contemporary China Studies an der Universität Oxford (St Antony's College).
Von 2020 bis 2024 arbeitete Volkmann daraufhin als Büroleiter für den CDU-Europaabgeordneten und Vorsitzenden im Ausschuss für konstitutionelle Fragen Sven Simon. Dort war er in den Bereichen Verfassungs- und Handelspolitik tätig und mit Berichterstattungen zu Reformvorschlägen zum Lissabon-Vertrag, dem Europäischen Wahlrechtsakt, dem EU-Mercosur-Abkommen sowie der Überarbeitung der Dual-Use-Verordnung befasst.

## Politik
Volkmann war bereits im Alter von 12 Jahren bei der Schüler Union Hessen aktiv, wo er bis zum Stellvertretenden Landesvorsitzenden aufstieg. Im Jahr 2012 trat er dem CDU-Kreisverband Lahn-Dill bei und übte mehrere Ämter bei der Jungen Union und dem RCDS aus. Bei den hessischen Kommunalwahlen im März 2021 wurde er in den Kreistag des Lahn-Dill-Kreises gewählt und sitzt diesem seit Mai desselben Jahres vor. Nach dem russischen Überfall auf die Ukraine war Volkmann an kommunalen Hilfslieferungen beteiligt, initiierte den Aufbau einer Städtepartnerschaft mit Browary und organisierte in Wetzlar Solidaritätskundgebungen.
Bei der Europawahl 2019 sowie der Bundestagswahl 2021 kandidierte er jeweils als Listenkandidat für die CDU auf der hessischen Landesliste.
Im Februar 2024 wurde Volkmann als Nachfolger von Hans-Jürgen Irmer zum Kreisvorsitzenden der CDU Lahn-Dill gewählt. Beim CDU-Bundesparteitag im Mai 2024 wurde er darüber hinaus als jüngstes Mitglied in den Bundesvorstand der CDU gewählt. Zudem ist er seit 2022 Mitglied des Landesvorstands der CDU Hessen.

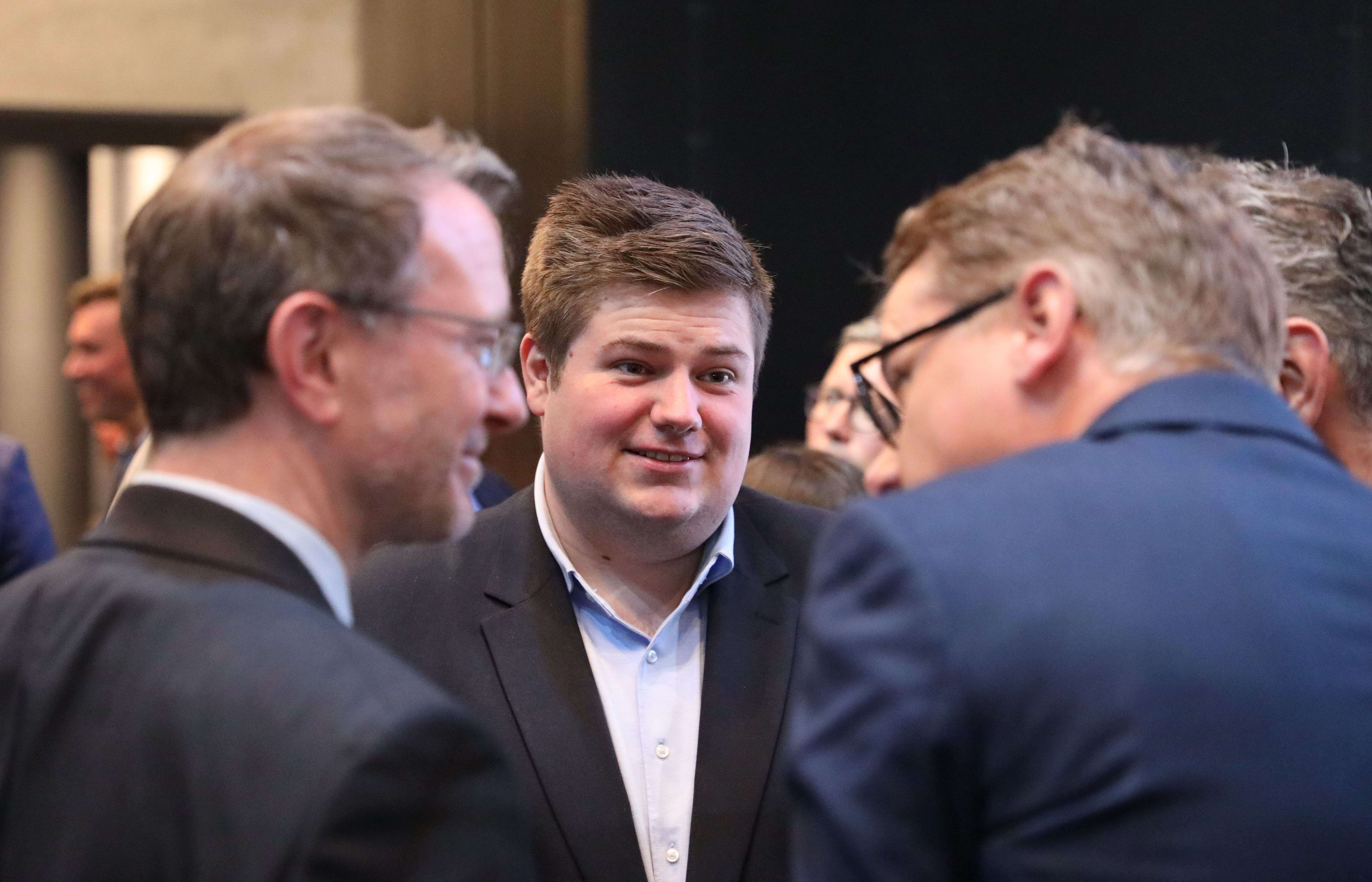
Johannes Volkmann bei der Unterzeichnung des Koalitionsvertrages der 21. Wahlperiode des Bundestages 2025

Zur Bundestagswahl 2025 kandidierte Volkmann für das Direktmandat im Wahlkreis Lahn-Dill. Er zog mit 34,3 Prozent der Erststimmen als Abgeordneter in den 21. Deutschen Bundestag ein. Er gehört dort als ordentliches Mitglied dem Auswärtigen Ausschuss und Ausschuss für wirtschaftliche Zusammenarbeit und Entwicklung, sowie als Stellvertreter dem Ausschuss für Kultur und Medien an.
Von ZEIT Campus wurde Volkmann 2024 in die Liste der 30-unter-30 aufgenommen sowie vom Capital Magazin in Top 40-unter-40. Er ist unter anderem Mitglied der Deutsch-Israelischen Gesellschaft und Beisitzer im Bundesvorstand der Paneuropa-Union. Zuvor war er auch Stellvertretender Bundesvorsitzender der Paneuropa-Jugend. Im Deutschen Bundestag ist Johannes Volkmann Mitglied der Parlamentariergruppe der überparteilichen Europa-Union Deutschland, die sich für ein föderales Europa und den europäischen Einigungsprozess einsetzt.